# Браудо, Евгений Максимович
Евге́ний Макси́мович (Моисеевич) Бра́удо (20 февраля 1882, Рига, — 17 октября 1939, Москва) — русский и советский музыковед, публицист, переводчик. Заслуженный деятель искусств РСФСР (1932).

## Биография
Евгений Браудо родился в Риге. В 1891—1897 годах учился в Рижском музыкальном училище, затем у Б. Меллерстена брал уроки игры на фортепиано. Публиковаться в печати начал ещё в 1890-е годы. С 1903 года вёл лекторскую работу.
В 1911 году Браудо окончил филологический факультет Петербургского университета. В 1913 году изучал историю музыки в Германии — у X. Римана и Г. Кречмара. С 1914 года преподавал в музыкальных учебных заведениях Петрограда. Печатался в журнале «Аполлон», в котором руководил музыкальным отделом, в «Ежегоднике императорских театров», «Ниве» и других изданиях. Принимал участие в создании «ЕЭБЕ».
После революции Браудо участвовал в деятельности Наркомпроса, преподавал в Петрограде, с 1922 года был профессором Петроградского института истории искусств — на кафедре истории западноевропейской музыки, работал в издательстве «Всемирная литература» (под его редакцией в 1923 году вышел сборник статей «Экспрессионизм»). 
С 1924 года жил в Москве, читал лекции в Московском университете. С 1926 года был членом редакции БСЭ. Как учёный Браудо специализировался главным образом на истории западноевропейской музыкальной культуры.
Евгений Максимович Браудо умер 17 октября 1939 года в Москве и был похоронен на Новодевичьем кладбище.

## Семья
Жена — Ноэми Давидовна Браудо (1896—1972).

## Избранные труды
- Письма Вагнера. СПб, 1912

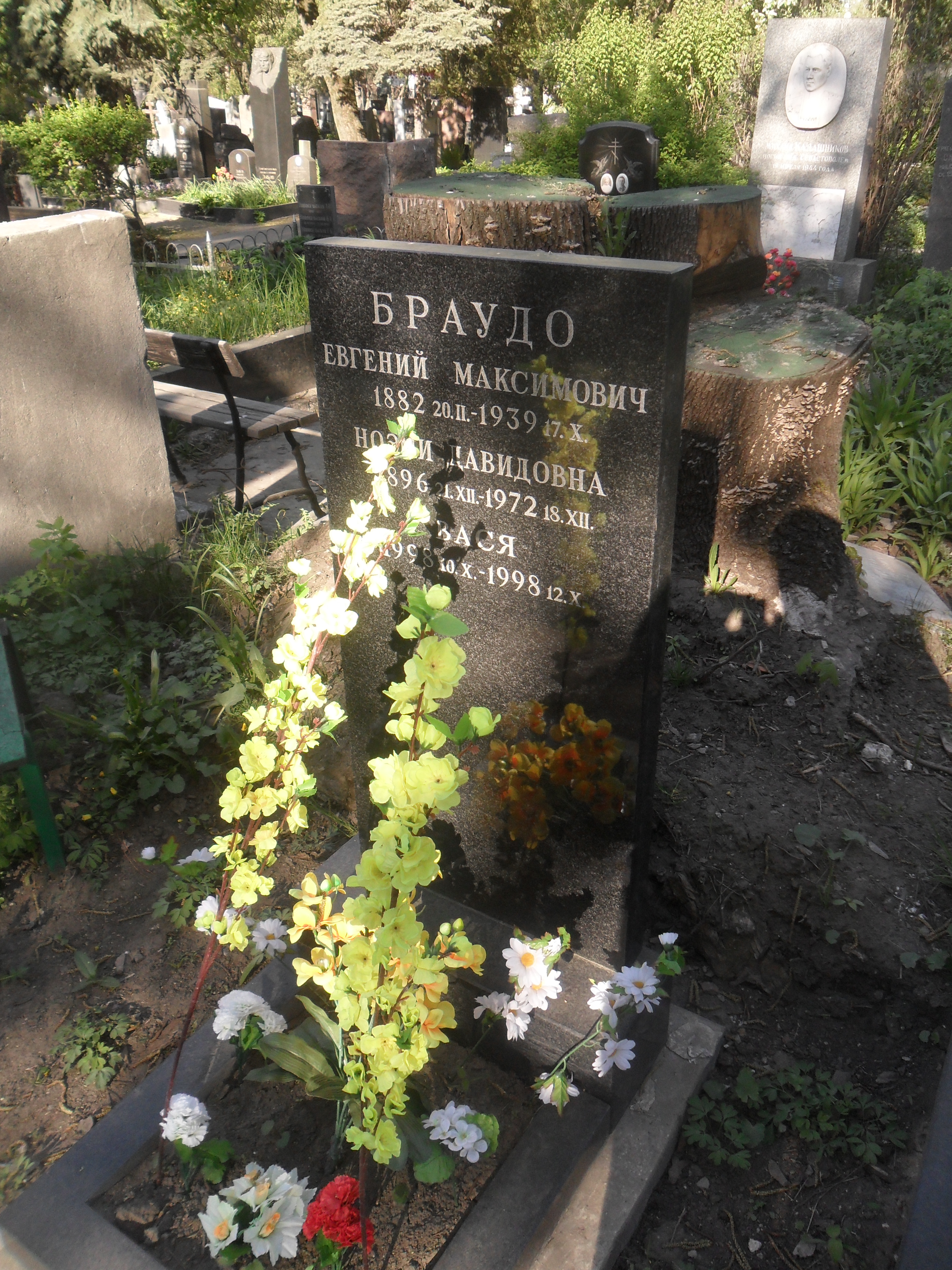
Могила Браудо на Новодевичьем кладбище Москвы.

- Всеобщая история музыки. Т. 1-3. Петербург, 1922 (т.1); Москва, 1925 (т.2); 1927 (т.3); 2-е испр. изд. М., 1930.
- Э. Т. А. Гоффман: Очерк. П., 1922.
- Александр Порфирьевич Бородин, его жизнь и творчество. П., 1922
- Ницше — философ-музыкант. П., 1922
- Иоганн Себастиан Бах. Опыт характеристики. П., 1922
- Рихард Вагнер. Опыт характеристики. П., 1922
- Вагнер в России (Новые материалы к его биографии). П., 1923
- Основы материальной культуры в музыке. М., 1924
- «Свадьба Фигаро»: опыт разбора текста и музыки. Л., 1926
- Бетховен и его время. Опыт музыкально-социологического исследования. М., 1927
- «Борис Годунов» Мусоргского. М. — Л., 1927
- История музыки (сжатый очерк). М., 1928; 2-е изд., испр. и. доп. М., 1935.
- Франц Шуберт. М., 1929
- «Мейстерзингеры» [опера Р. Вагнера]. Разбор текста и музыки. Краткое либретто. М., 1929
- Основные вопросы оперной политики. М. — Л., 1929

## Наследие
Архив Браудо находится в РГАЛИ (ф. 2024, 107 ед. хр., 1907—1941). Материалы о Браудо есть также в архиве Луначарского, дневниках Чуковского, записных книжках Блока, записях П.Лукницкого и др.